# Bussières (Yonne)
 Bussières  es una población y comuna francesa que se encuentra en la región de Borgoña, departamento de Yonne, en el distrito de Avallon y cantón de Quarré-les-Tombes.

## Demografía
| 151 | 129 | 131 | 111 | 87 | 111 |
| Para los censos de 1962 a 1999 la población legal corresponde a la población sin duplicidades (Fuente: INSEE [Consultar]) |     |     |     |    |     |